# Höchster Markt

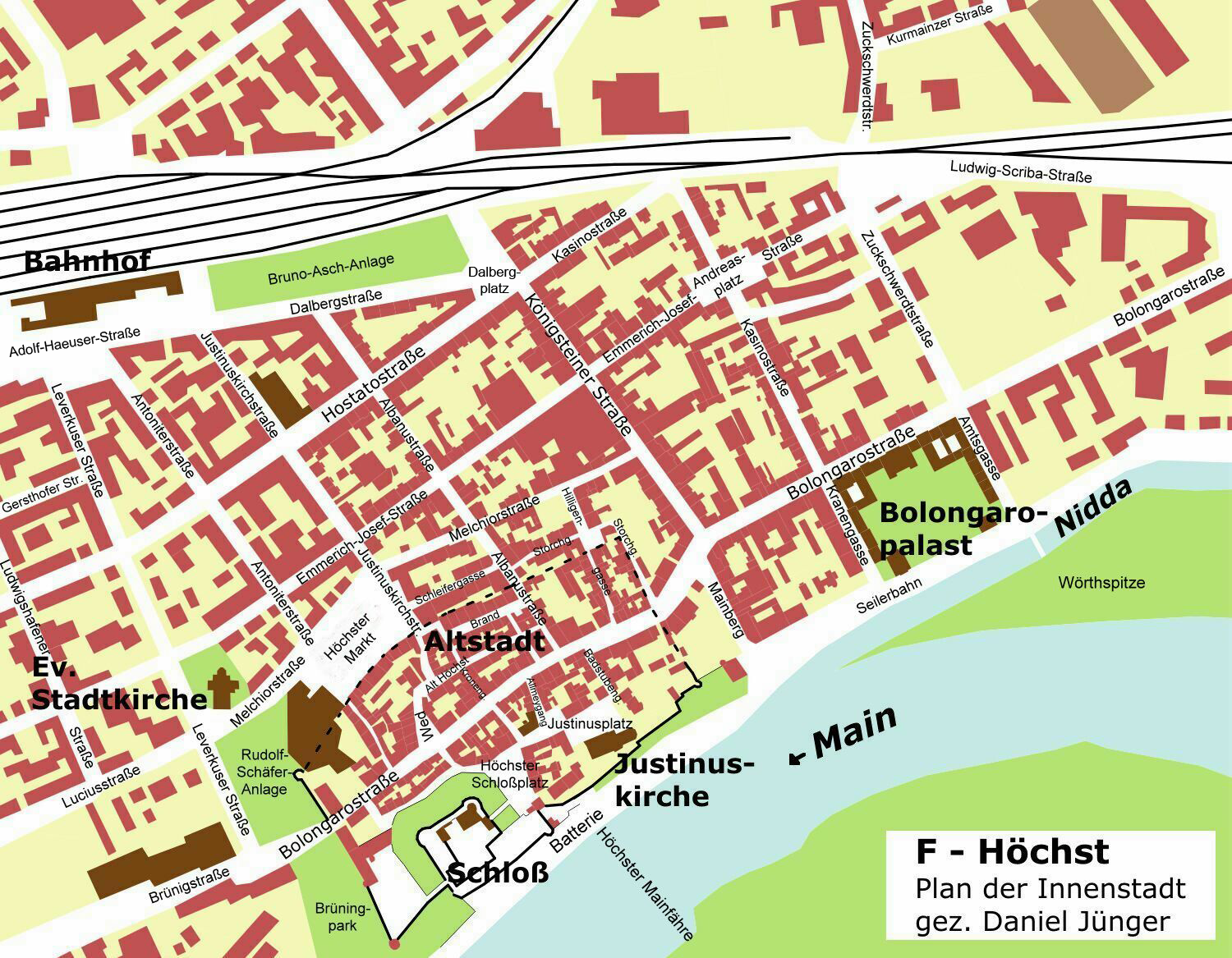
Lage des Höchster Markts in Höchst

Der Höchster Markt ist ein gut 1.700 m² großer Platz am Nordrand der Altstadt von Frankfurt-Höchst, zwischen Melchior-, Antoniter- und Justinuskirchstraße. Jeden Dienstag-, Freitag- und Samstagmorgen findet dort und in der angrenzenden Markthalle der traditionelle Höchster Wochenmarkt statt, der zahlreiche Kunden aus dem Frankfurter Westen und den Nachbargemeinden des Main-Taunus-Kreises anzieht. Außerhalb der Markttage dient das Areal als Parkplatz.

## Der Platz
Zwischen 1920 und 1923 diskutierte der Höchster Stadtrat intensiv über einen neuen Standort des Wochenmarktes. Dieser wurde damals noch vor dem Antoniterkloster in der Hauptstraße, der heutigen Bolongarostraße, abgehalten. Der Standort war nicht mehr haltbar, da das Verkehrsaufkommen in der schmalen Hauptstraße, Teil der Fernstraße nach Mainz, stetig zunahm. Die Stadtverwaltung entschied daher 1923, im Norden der Altstadt einen neuen Marktplatz anzulegen und zwar im Bereich des „Horstmannschen Gartens“, der zum Höchster Stadtgarten gehörte. Diese Grünanlage hatte der Höchster Verschönerungsverein Ende des 19. Jahrhunderts anstelle des alten Stadtgrabens anlegen lassen. Der erste Wochenmarkt am neuen Standort fand im November 1923 statt.

### Bebauung

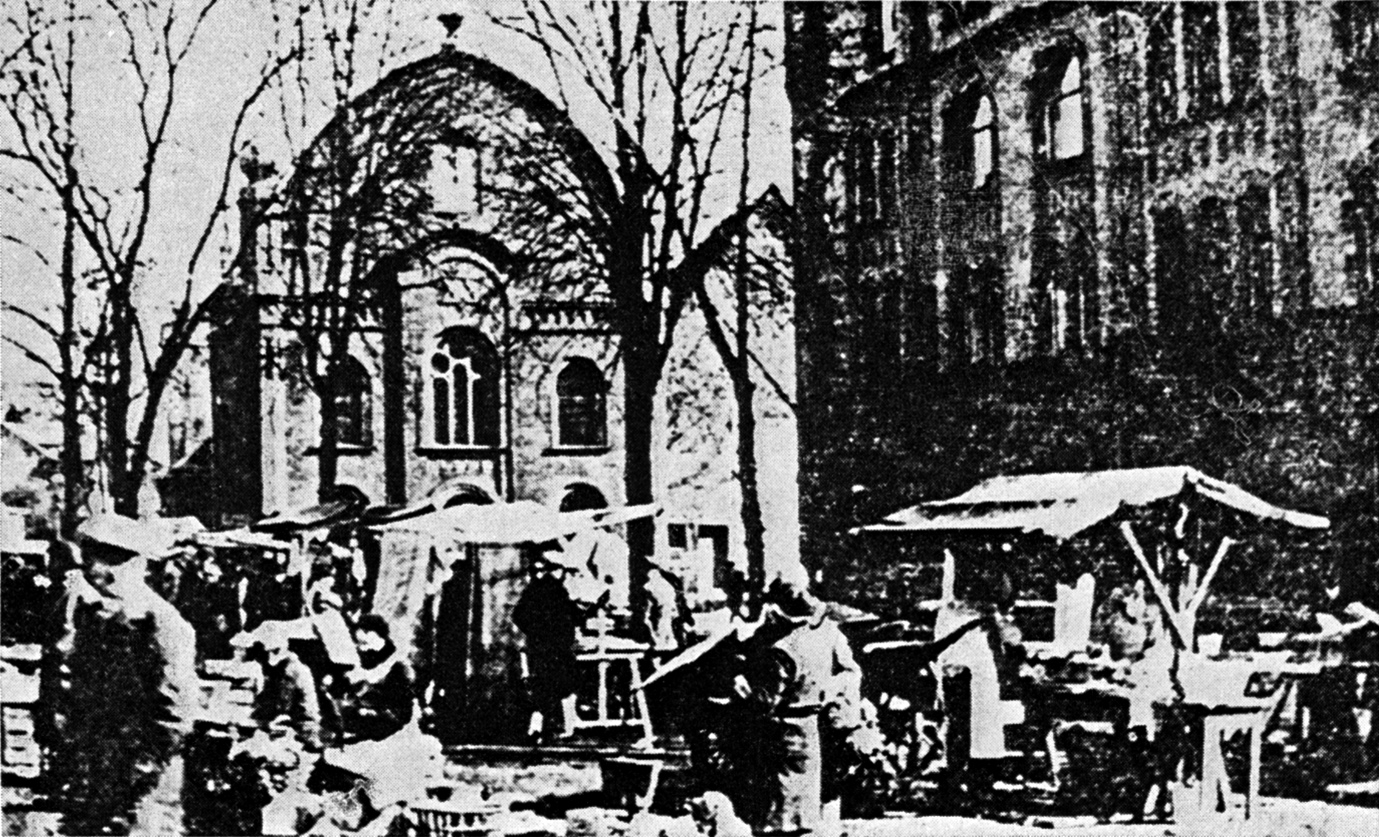
Die 1905 eingeweihte Synagoge
Aufnahme vom November 1923

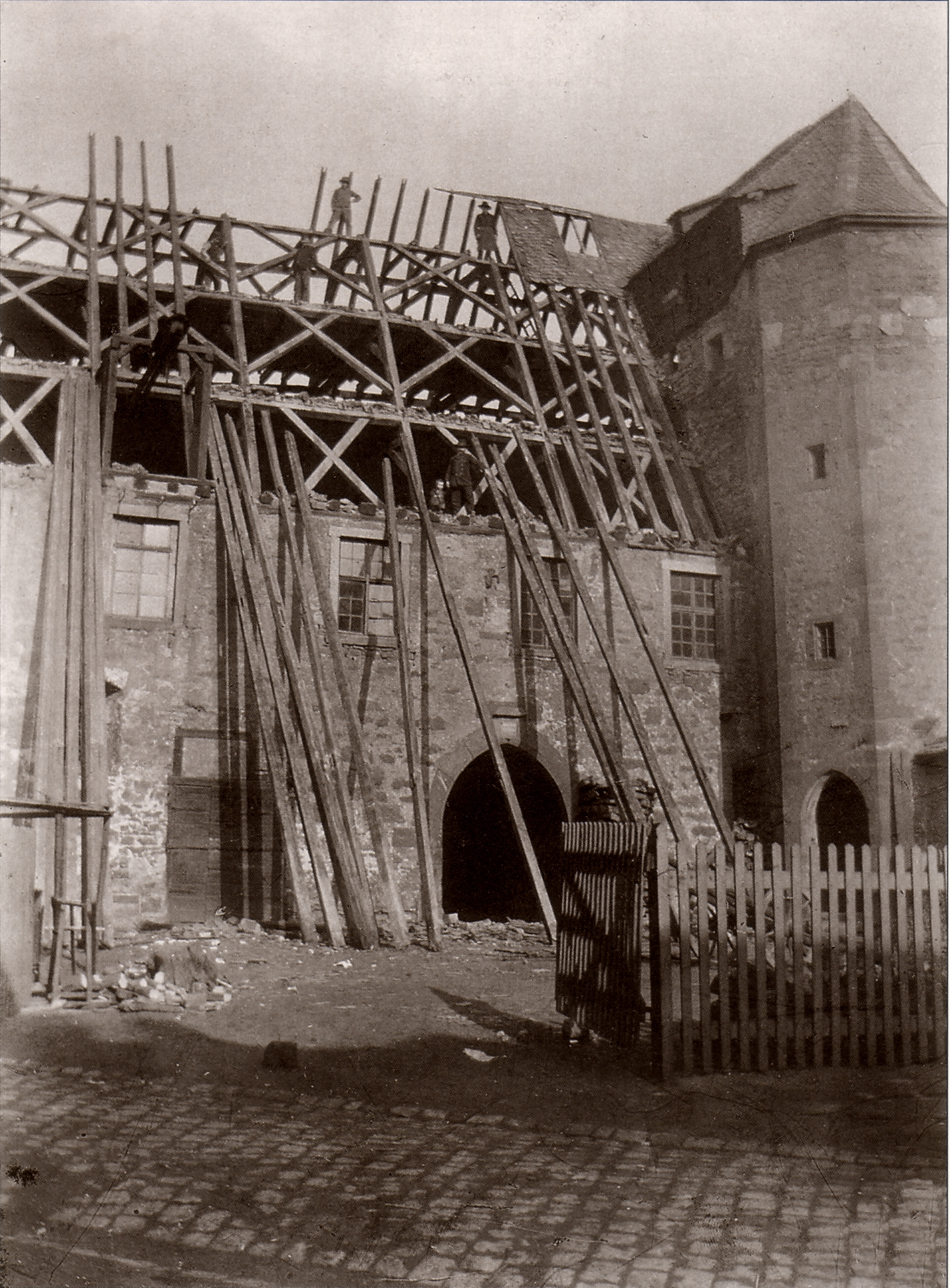
Abriss des Zehnthofes 1893

Am Ostrand des Platzes war 1905 die neue Höchster Synagoge eingeweiht worden. Das Gebäude wurde während der Novemberpogrome 1938 zerstört, an seiner Stelle wurde ein Luftschutzbunker gebaut. Eine Gedenktafel an der Westfassade des Bunkers erinnert heute an die Synagoge. Vor dem Bunker stand bis 2010 das Mahnmal „Krieg“, eine Bronzeplastik des Höchster Künstlers Richard Biringer (1877–1947). Die Plastik aus dem Jahr 1928 war während der NS-Zeit zerstört und 1982 neu gegossen worden.

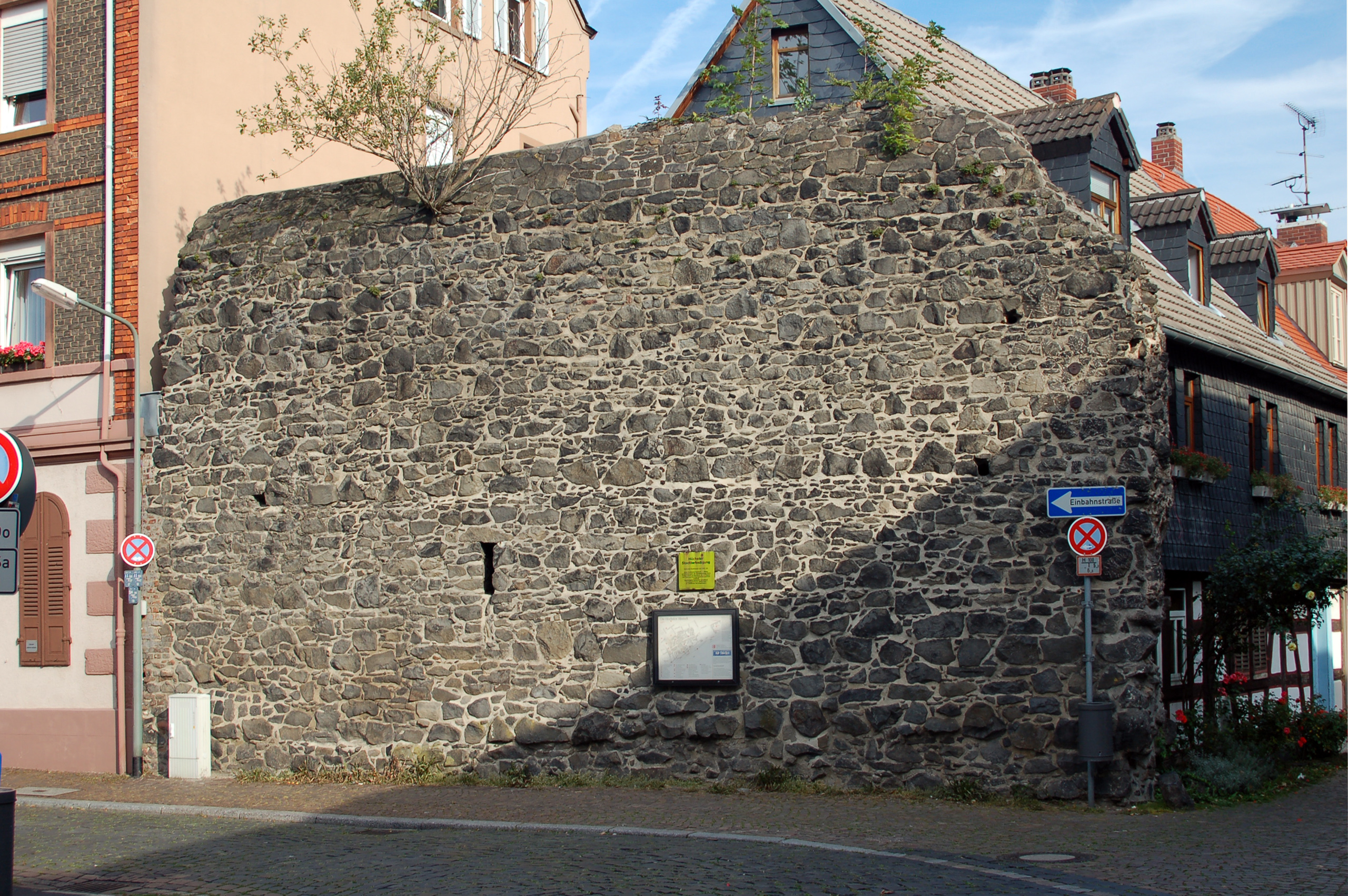
Rest der Stadtmauer an der Ecke Marktplatz und Rosengasse

Die Wohnhäuser am Südrand des Platzes stammen aus der späten Gründerzeit. Ursprünglich verlief hier die nördliche Stadtmauer, von der noch ein Stück auf der Südwestseite des Platzes an der Einmündung der „Rosengasse“ – ein Teil der Antoniterstraße – erhalten ist. Im Jahr 1893 wurde der aus dem 14. Jahrhundert stammende Zehnthof, heute das Gebäude Höchster Markt 3, abgebrochen. Nur der gotische Treppenturm blieb übrig und wurde in die Rückseite des neuen Hauses integriert. Im Jahr 1927 wurde auch der ehemalige Porzellanhof zwischen der Gasse Wed und der Rosengasse abgebrochen. Von 1746 bis 1796 hatte hier die Höchster Porzellanmanufaktur ihren Sitz. Die Häuser auf der Nordseite des Platzes, die eine Mischstruktur aus Wohnungen und Kleingewerbe aufweisen, stammen ebenfalls aus der Zeit vor dem Ersten Weltkrieg.
An der Nordost-Ecke des Höchster Marktes steht der Brüningbrunnen. Er war ursprünglich 1910 zur Erinnerung an Adolf von Brüning, den Mitbegründer der Hoechst AG, und seine Frau Clara auf dem Höchster Schloßplatz errichtet, im Sommer 1938 aber auf den Marktplatz umgesetzt worden.
Neuere Pläne zur völligen Umgestaltung des Höchster Marktes durch den Bau einer Tiefgarage und einer neuen Halle, die fast die gesamte Fläche des Platzes überdacht hätte, werden seit 2006 nicht mehr weiterverfolgt. Zum einen fehlen die nötigen Mittel, zum anderen stießen diese Pläne, die mangels eines Ausweichplatzes während der Bauzeit möglicherweise zur Zerstörung des Höchster Wochenmarktes geführt hätten, auf breite Kritik bei der Bevölkerung, den Stammkunden des Marktes und den Standbetreibern. Letztere fürchteten neben einem baubedingten Aussetzen des Marktes für längere Zeit deutlich erhöhte Standgebühren in der geplanten neuen Halle.

### Markthalle

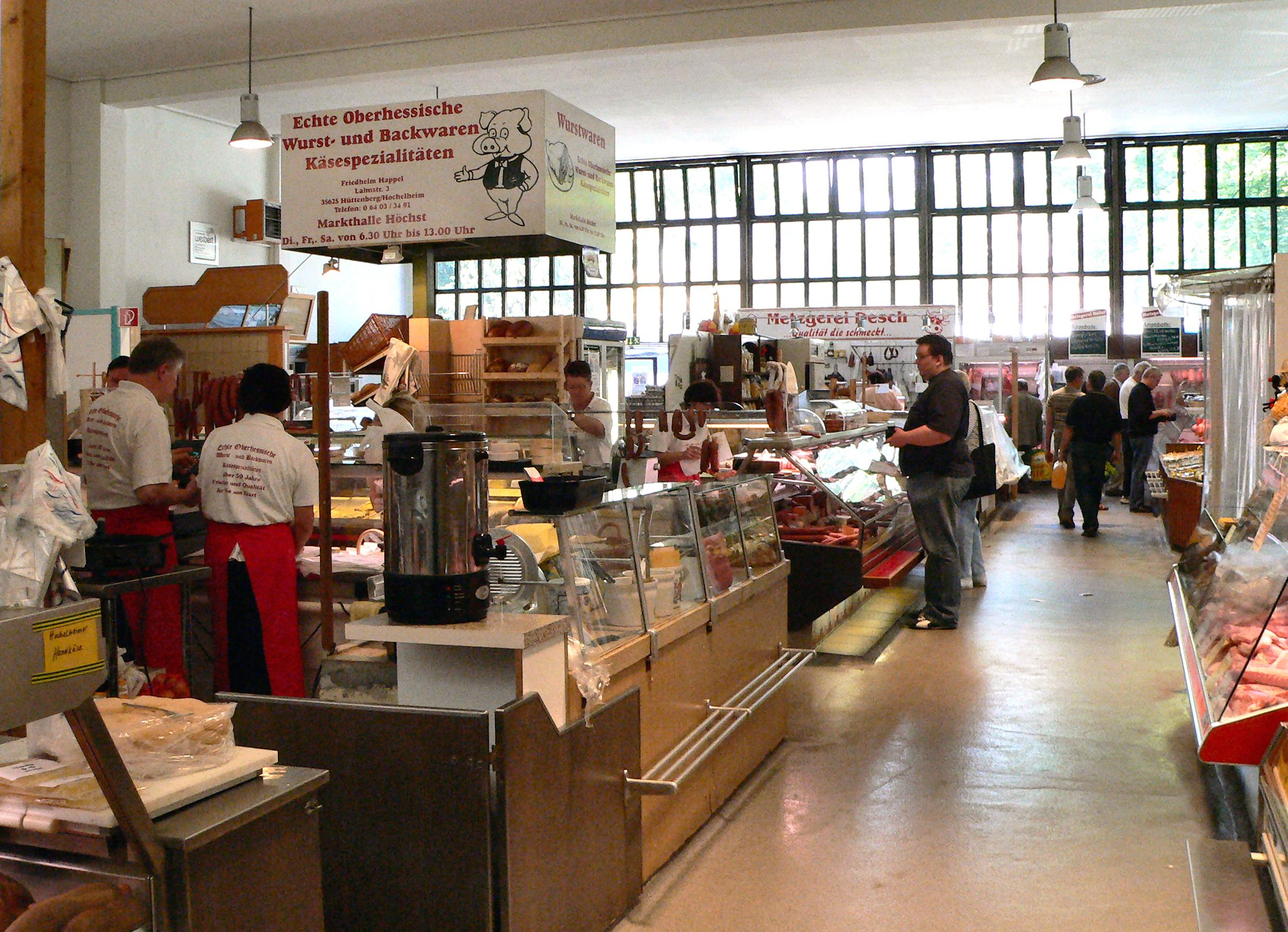
In der Höchster Markthalle

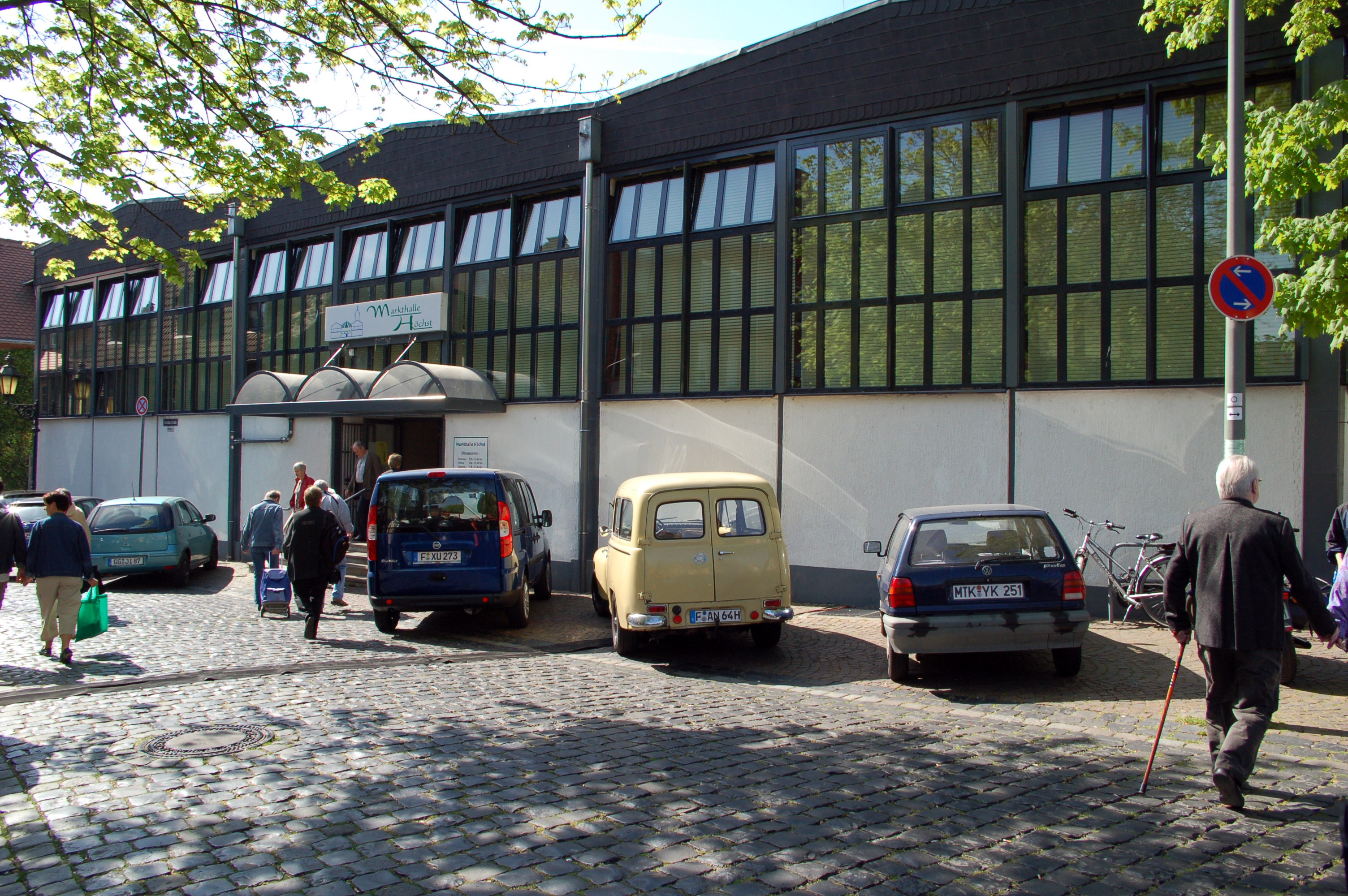
Höchster Markthalle

Der radikale Plan des Höchster Stadtarchitekten Carl Rohleder aus dem Jahr 1924 sah vor, die gesamte nördliche Altstadt zwischen Storchgasse und Wed abzureißen, um Platz für einen neuen Marktplatz und eine Markthalle zu schaffen. Der Plan konnte allerdings nicht verwirklicht werden, da der Stadt Höchst aufgrund der Inflation, der Kosten der französischen Besatzung zwischen 1918 und 1930 sowie schwindender Gewerbesteuereinnahmen die Mittel zum Ankauf der Grundstücke fehlten.
Im Eingemeindungsvertrag von März 1928 vereinbarte die Stadt Höchst mit Frankfurt auch die Errichtung einer Markthalle innerhalb von fünf Jahren. Die Folgen der Weltwirtschaftskrise und die politischen Ziele der nationalsozialistischen Machthaber nach 1933, zu denen die im Vertrag vereinbarte fast autonome Stellung des Stadtteils Höchst mit eigenem Haushalt nicht passte, verhinderten jedoch die Realisierung des Bauvorhabens.
Nach dem Zweiten Weltkrieg besannen sich die Höchster wieder auf die Einzelheiten des Eingemeindungsvertrags und forderten von der Stadt Frankfurt unter Androhung der Ausgemeindung die Erfüllung der Zusagen. Durch Initiative des damaligen Oberbürgermeisters Walter Kolb, der in Höchst wohnte und somit den Unmut der Höchster gegen Frankfurt direkt erlebte, wurde neben Hallenbad und Straßenbahnanschluss auch die Markthalle verwirklicht. Sie wurde am 15. November 1955 eröffnet. 2006 wurden zum 650-jährigen Jubiläum des Höchster Marktes die baufälligen sanitären Anlagen vor der Halle renoviert.

## Der Höchster Wochenmarkt

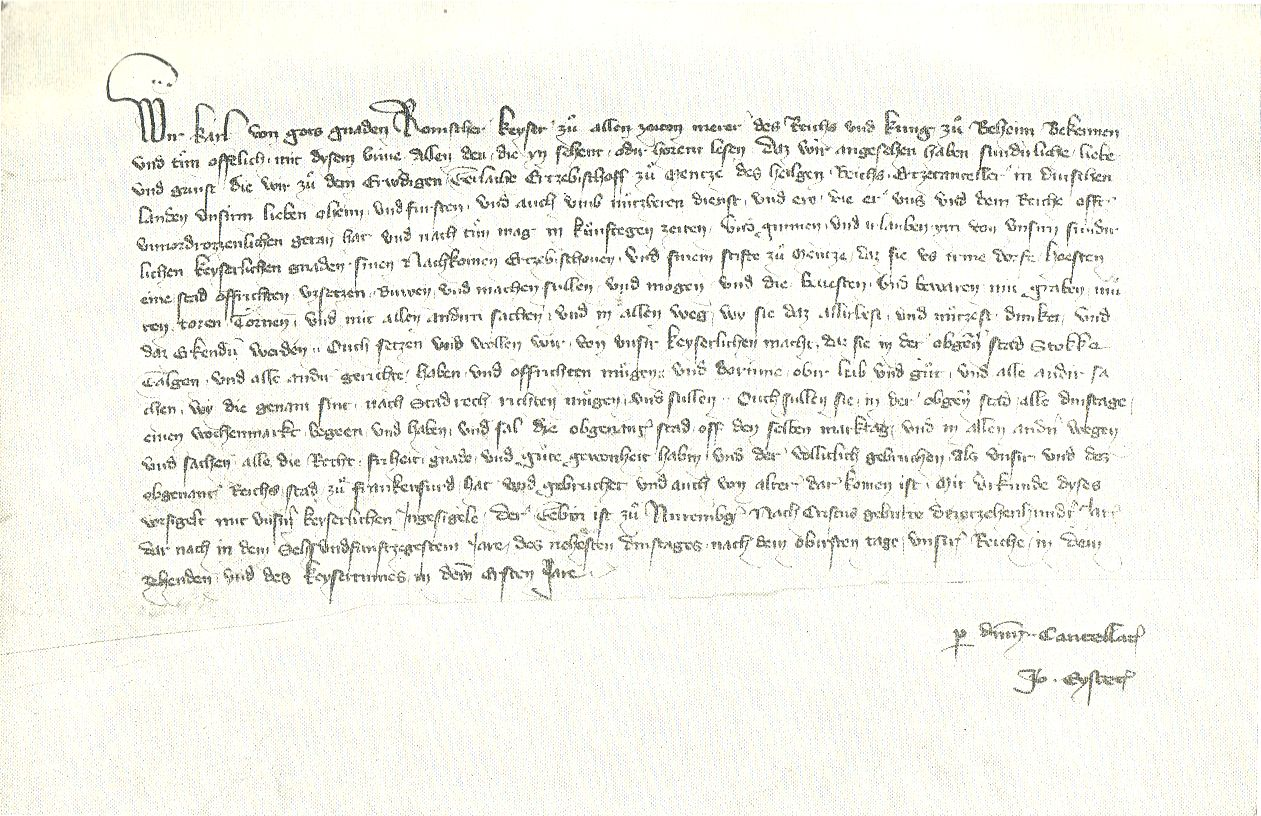
Stadtrechtsurkunde mit Marktrecht vom 12. Januar 1356 (vollständiger Urkundstext auf der Bildbeschreibungsseite)

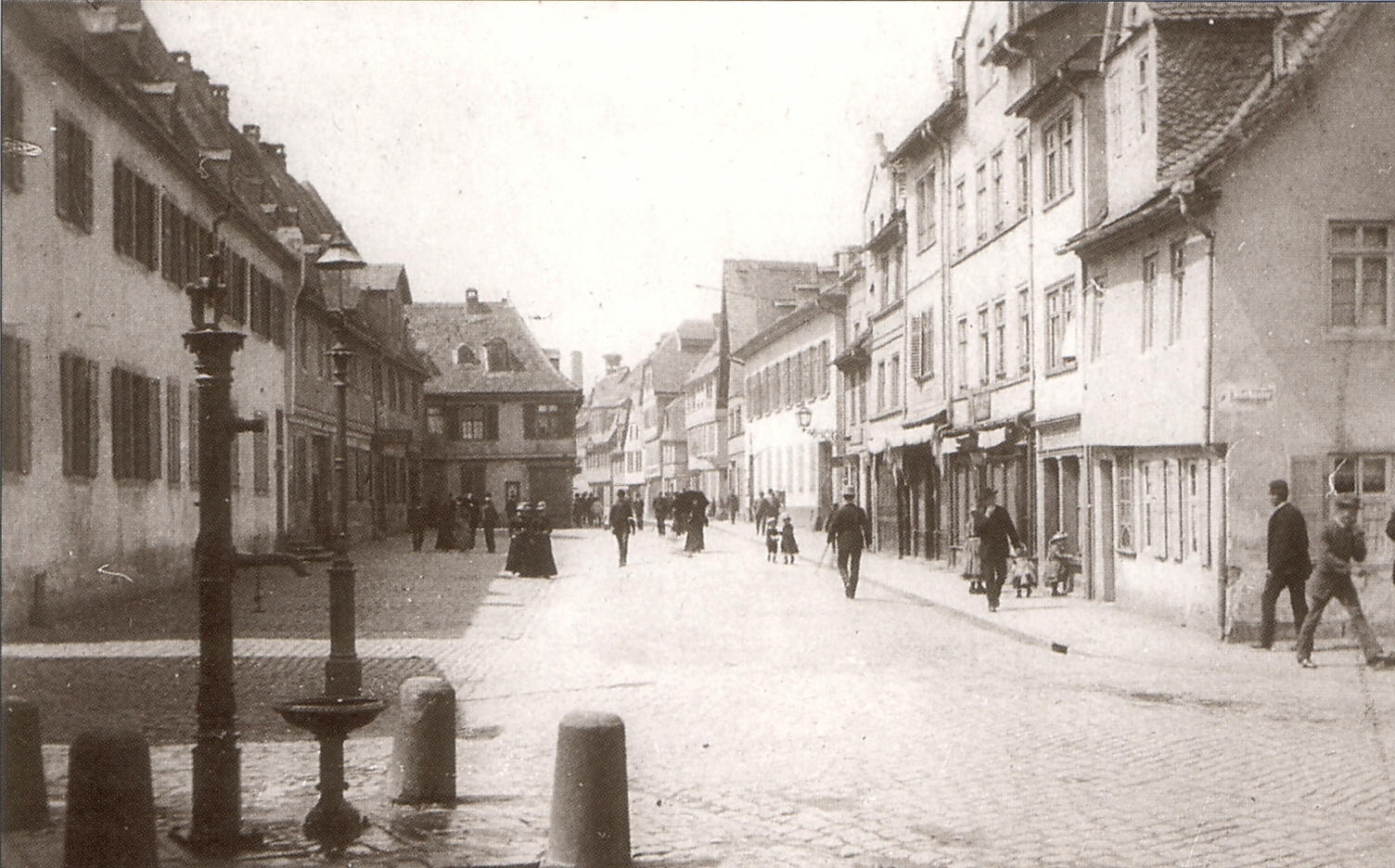
Ehemaliger Marktplatz vor dem Antoniterkloster in der Hauptstraße (Bolongarostraße) um 1890

Die Entstehung des Höchster Wochenmarktes lässt sich auf den Tag genau datieren. Am 11. Februar 1355 wurde das Dorf Hoesten durch Kaiser Karl IV. zur Stadt erhoben. Ein knappes Jahr später, am 12. Januar 1356, bekräftigte Karl die Stadterhebung in einer weiteren Urkunde und verlieh der jungen Stadt gleichzeitig das Marktrecht. Der Urkundstext lautet in heutiger Schreibweise:

„Auch sollen sie in der obengenannten Stadt alle Dienstage einen Wochenmarkt begehen und halten, und soll die obgenannte Stadt auf denselben Markttag und in allen anderen Wegen und Sachen alle die Rechte und Freiheiten, Gnade und gute Gewohnheiten haben und der völlig gebrauchen, als Unser und des obgenannten Reiches Stadt zu Franckenfurt hat und gebrauchet und auch von alters darkommen ist.“

Wo sich der ursprüngliche Marktplatz befand, lässt sich heute nicht mehr genau feststellen. Die Einschätzung schwankt zwischen dem Höchster Schloßplatz und dem Platz vor dem Alten Rathaus wenige Meter weiter östlich. Mit zwei Stadterweiterungen im 15. Jahrhundert wurde die Stadtbefestigung nach Osten ausgeweitet. Sie befand sich ursprünglich direkt östlich der Justinuskirche und der Badstubengasse und verlief nun östlich des 1442 errichteten Antoniterklosters an der Einmündung der heutigen Storchgasse. Im Bereich zwischen Badstubengasse und Storchgasse wurde die Hauptstraße zu einem Platz erweitert. Hier fand spätestens seit dem 16. Jahrhundert bis 1923 der Höchster Wochenmarkt statt.
Der Wochenmarkt gab der jungen Stadt als Vorposten von Kurmainz gegen Frankfurt zusätzliche wirtschaftliche Privilegien, unter anderem auch das Stapelrecht, und machte Höchst schnell zu einem wirtschaftlichen Unterzentrum des Rhein-Main-Gebietes. Seit Mitte des 15. Jahrhunderts bis zur Mitte des 19. Jahrhunderts verkehrten zwischen Mainz und Frankfurt auch regelmäßig Marktschiffe, die in Höchst Station machten, um hier Waren umzuladen und anzubieten. Für die Höchster Fischerzunft bedeutete der Markt ein wichtiges Absatzgebiet, und auch die Fischer der umliegenden Gemeinden mussten ihre Waren erst hier anbieten, bevor sie sie anderweitig verkaufen durften. Immer wieder führten der Höchster Wochenmarkt und seine günstigen Konditionen für Anbieter auch zu Streit mit dem großen Nachbarn Frankfurt. Der ursprünglich nur auf einen Dienstag festgelegte Markttag wurde im 18. Jahrhundert auf Freitag erweitert, später kam noch der Samstag als Markttag hinzu.
Dass die Höchster Stadtverwaltung dem Wochenmarkt auch noch im 20. Jahrhundert eine erhebliche Bedeutung beimaß, zeigt sich in den Eingemeindungsverhandlungen mit Frankfurt und dem daraus resultierenden Vertrag. Der Bau der Markthalle wurde ebenso vereinbart wie ein eigenständiger Wochenmarkt für Sindlingen und Zeilsheim. Diese waren erst elf Jahre vorher zu Höchst eingemeindet worden. Im Vertrag heißt es „den Markt weiter auszugestalten, für Sindlingen-Zeilsheim neu zu schaffen“ und weiter „eine Kleinhandelsmarkthalle binnen 5 Jahren zu erbauen im Rahmen der notwendigen Bedürfnisse“.
Der Höchster Markt ist mit ca. 50 Ständen der zweitgrößte Wochenmarkt in Frankfurt. Die drei Markttage in der Woche finden auch heute regelmäßig guten Zuspruch in Höchst und den umliegenden Stadtteilen sowie den Nachbargemeinden des ehemaligen Landkreises Höchst. Dies zeigt, dass auch nach 650 Jahren der Höchster Wochenmarkt nichts von seiner Bedeutung eingebüßt hat.

## Bilder

Am Rand des Marktplatzes
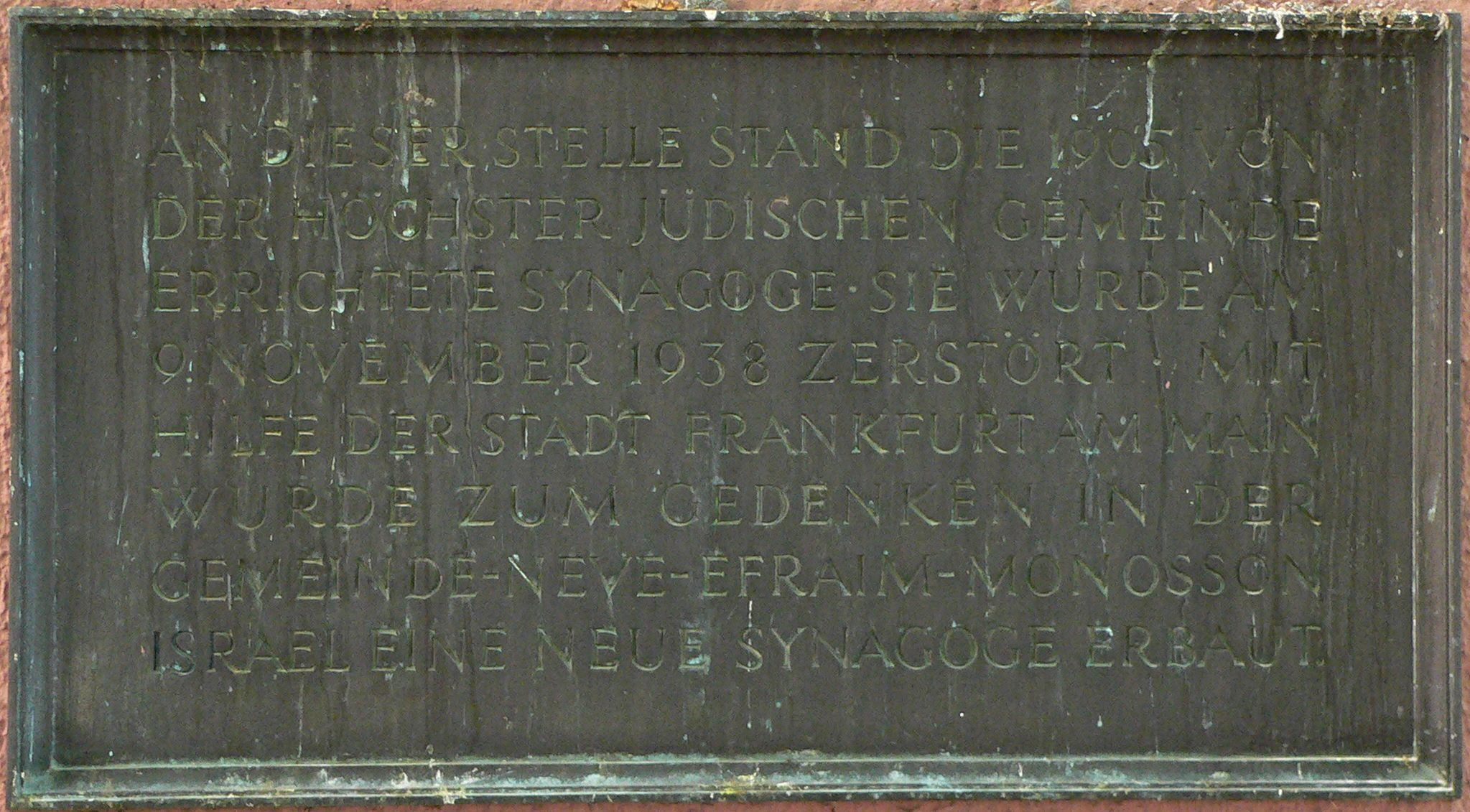
Gedenktafel für die ehemalige Höchster Synagoge
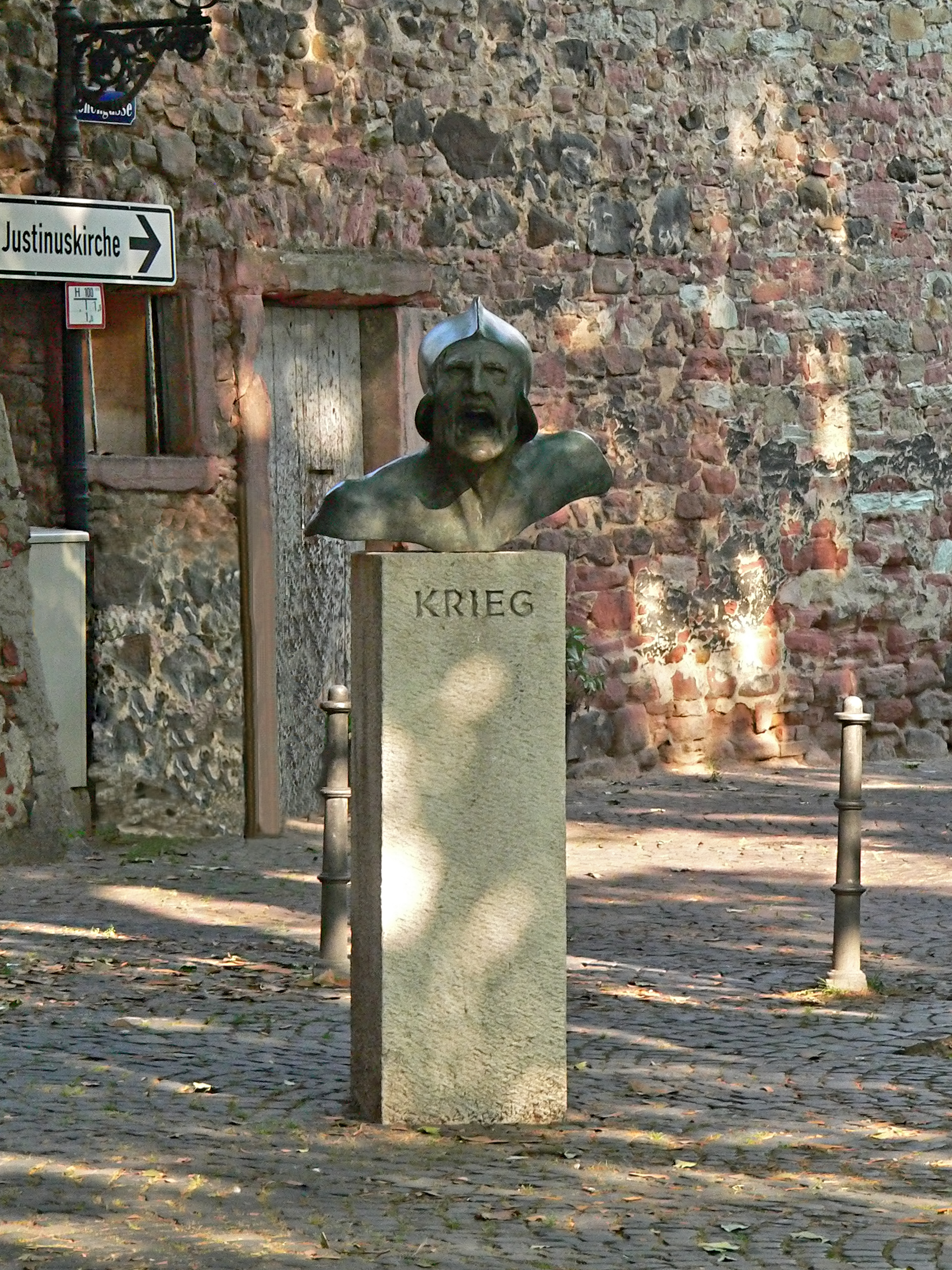
Richard Biringers Bronzeplastik „Krieg“
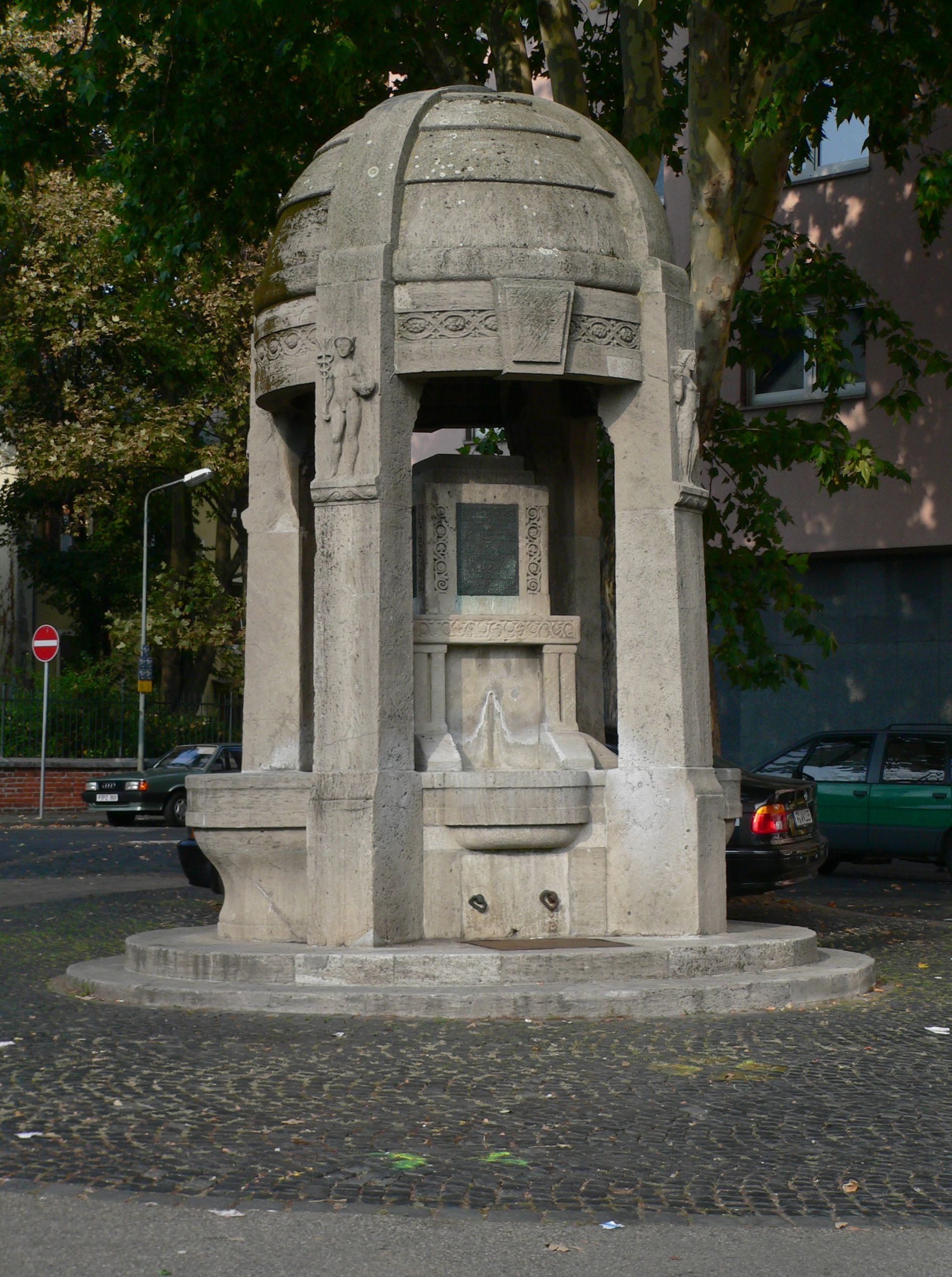
Der Brüningbrunnen
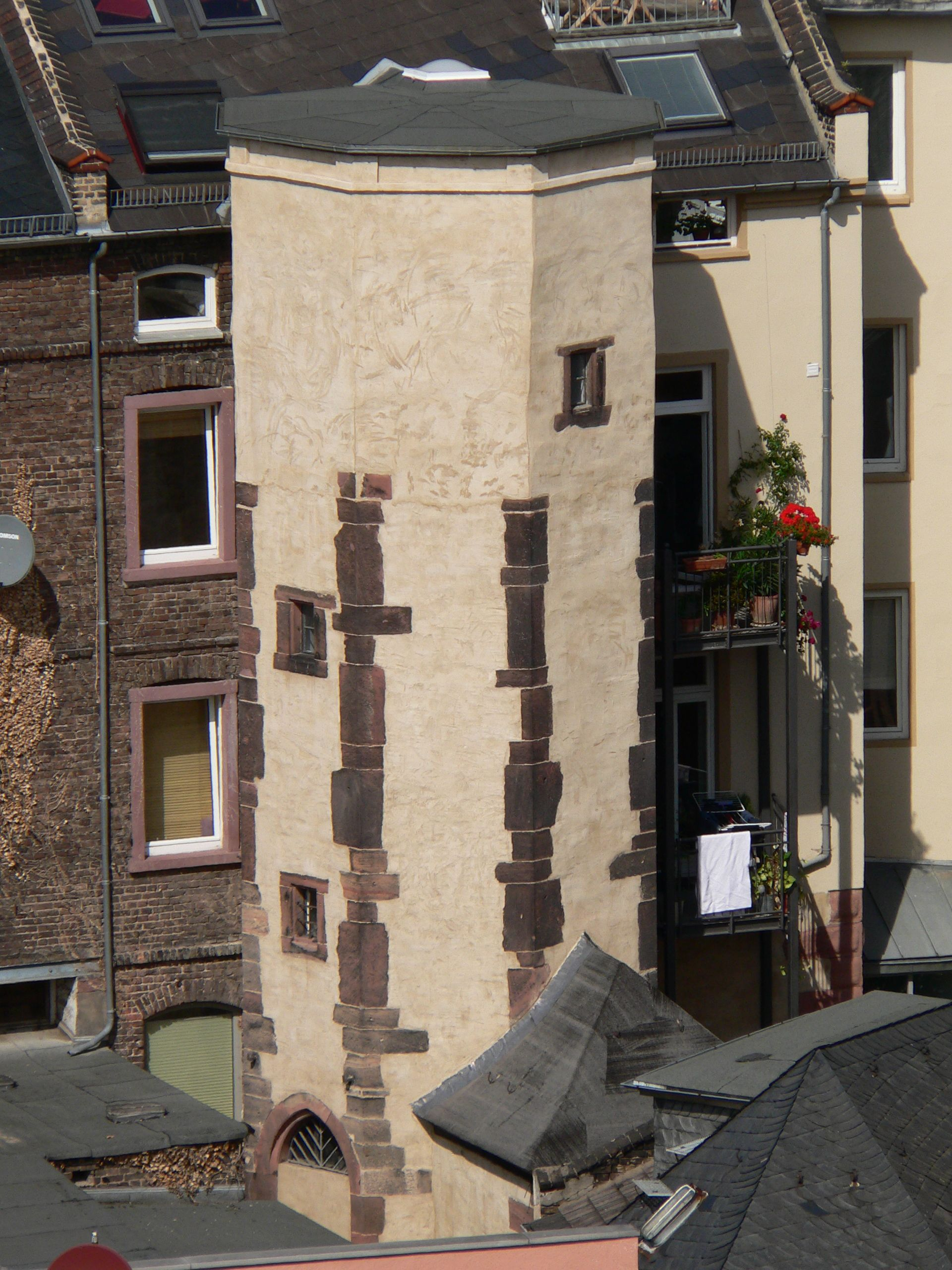
Treppenturm des Zehnthofes am Haus Höchster Markt 3